# Spätausgabe
Spätausgabe ist ein US-amerikanisches Filmdrama, inszeniert im Jahr 1931 von Mervyn LeRoy. Das Drehbuch basiert auf dem gleichnamigen Bühnenstück von Louis Weitzenkorn. In Deutschland wurde der Film erstmals am 5. November 1979 gezeigt, und zwar im dritten Programm des Bayerischen Rundfunks.

## Handlung
Bernard Hinchecliffe ist der Eigentümer der Zeitung New York Evening Gazette. Um die Verkaufszahlen anzutreiben, macht der Reporter Feinstein den Vorschlag, ein Wettrennen der New Yorker Taxis zu organisieren. Der Vorschlag wird wegen der Gefahr für die Zuschauer verworfen. Der Chefredakteur Joseph Randall beginnt indessen, in einem alten Mordfall neu zu recherchieren. Vor 20 Jahren erschoss Nancy Voorhees ihren Ehemann, wurde vom Gericht aber freigelassen, weil sie ein Baby erwartete.
Miss Taylor, die in ihn verliebte Sekretärin Randalls, will den Chefredakteur an einer Neurecherche hindern, doch Randall macht weiter, aus Angst gefeuert zu werden. Mit Hilfe des Reporters Isopod, der sich als Geistlicher verkleidet, kann Randall das Haus der Voorhees betreten. Nancy ist mit einer neuen Identität ausgestattet und mit Michael Townsend glücklich verheiratet. Townsend hat für Nancy eine gute Stellung aufgegeben und plant, die Tochter Jenny mit dem gutsituierten Phillip Weeks zu verheiraten. Die Townsends glauben, Isopod sei für Vorgespräche über Jennys Hochzeit gekommen, und geben ihrer Furcht Ausdruck, Nancys frühere Erlebnisse könnten an die Öffentlichkeit gelangen.
Randall druckt Isopods Geschichte. Phillips Eltern lesen sie und sagen die geplante Hochzeit ihres Sohnes mit Jenny ab. Nancy verübt in ihrer Verzweiflung Selbstmord, und als Michael ihren leblosen Körper findet, tötet er sich in seiner Trauer ebenfalls selbst. Die Leichen werden von Randalls Reporterin Kitty Carmody gefunden, die sie fotografiert. Die Fotos erscheinen in der nächsten Ausgabe.
Phillip versucht seine Eltern zu überreden, doch der Hochzeit mit Jenny zuzustimmen. Die ist inzwischen außer sich vor Wut und geht mit einer Pistole bewaffnet in die Zeitungsredaktion. Sie bedroht Randall, der in der nächsten Ausgabe der Zeitung die Verantwortung für den Selbstmord ihrer Eltern auf sich nehmen soll. Phillip kommt hinzu und verhindert, dass Jenny Randall tötet. Randall sieht seine Schuld ein und kündigt, ebenso seine Sekretärin.

## Kritiken
„Der US-Film von 1931 ist eine heftige Attacke gegen die Sensationspresse mit einer hervorragenden Leistung von Edward G. Robinson in der Hauptrolle.“

„Eine reife Leistung: Schon 1931 kritisierte Regisseur Mervyn LeRoy den Sensationsjournalismus.“

„Nach einem Bühnenstück von Louis Weitzenkorn attackiert Mervyn LeRoys Drama mit ungewohnter Schärfe die Auswüchse des Sensationsjournalismus. Edward G. Robinson als mal zynischer, mal von Gewissensbissen geplagter Blattmacher und Boris Karloff als sinistrer Reporter liefern brillante Darstellungen.“

## Auszeichnungen
Oscarverleihung 1932
- Nominierung in der Kategorie Bester Film

## Hintergrund
Die New York Evening Gazette des Films lehnt sich an die reale New York Evening Graphic an, die zwischen 1924 und 1932 von Bernarr Macfadden herausgegeben wurde. Die Zeitung war ein Skandalblatt, Kritiker bezeichneten sie als Porno-Graphic.
Der Originaltitel Five Star Final bezeichnet einen Schriftfont (eine Schriftart), die oft von Zeitungen für die Schlagzeilen verwendet wurde.
Das Bühnenstück von Louis Weitzenkorn diente ebenso als Grundlage für den Film Two Against the World (dt.: Zwei gegen die Welt) aus dem Jahr 1936 mit Humphrey Bogart. Regie führte William C. McGann.